# 魯恰伊夫卡
47°52′55″N 34°52′57″E / 47.88194°N 34.88250°E
魯恰伊夫卡（羅馬化：Ruchaivka）是位於烏克蘭東南部的村莊，由扎波羅熱州扎波羅熱区的希羅凱市鎮負責管轄。該村處於托馬基夫卡河畔，始建於1883年，面積29.02平方公里，海拔高度52米，2001年人口314。